# Räucherfisch

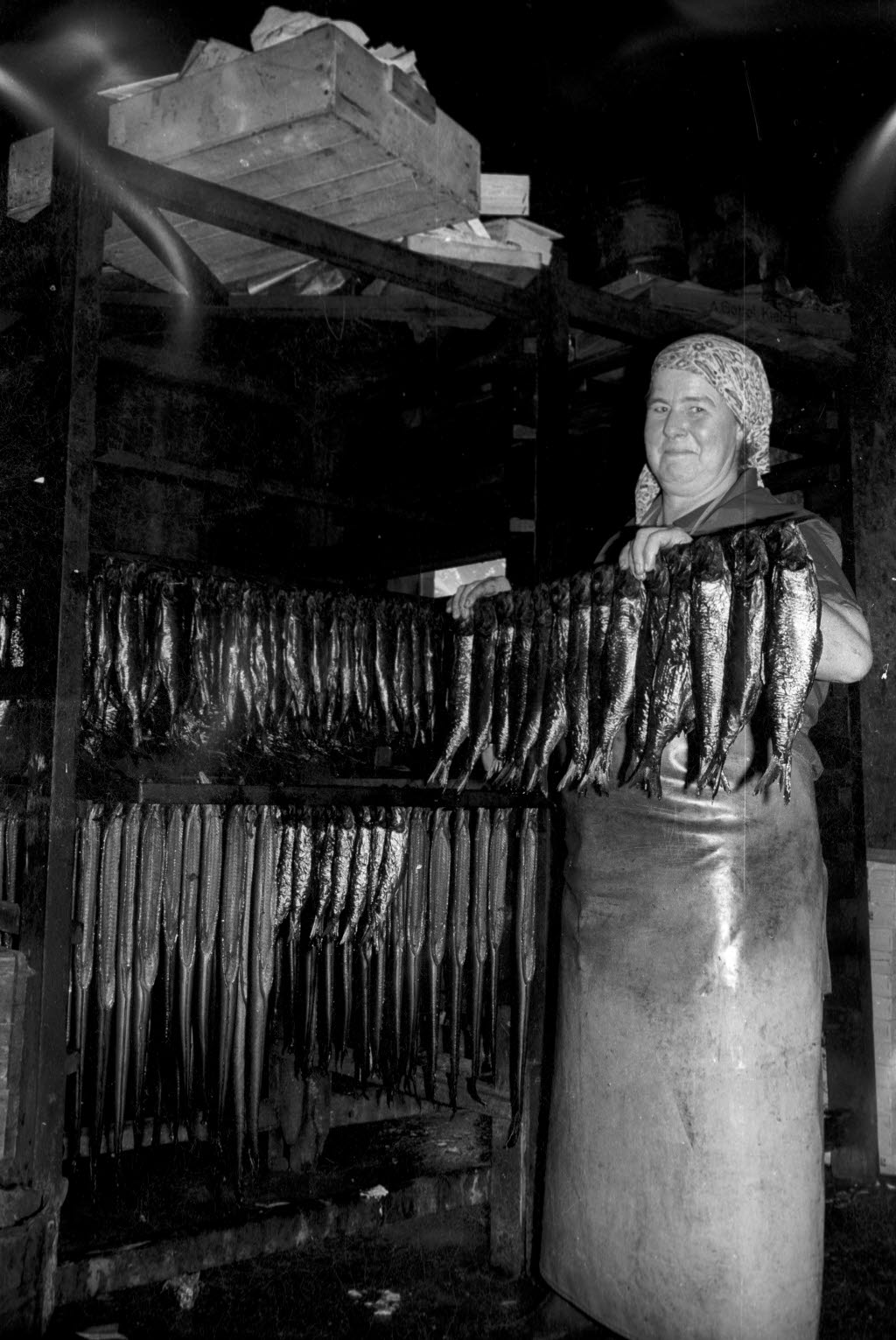
Fischräucherei in Altenholz (1968)

Als Räucherfisch bezeichnet man sowohl Erzeugnisse aus Speisefisch als auch Konservierungen für Fisch. Zum Räuchern verwendet man sowohl Seefische als auch Süßwasserfische. Diese werden entweder durch Heißräuchern oder durch Kalträuchern verarbeitet. Räucherfisch hat eine typisch gelblich-braune Farbe und ein merkliches Räucher-Aroma.
In der Regel verwendet man ausgenommene Fische und Teile davon. Einige Arten, wie z. B. Sprotten, werden nicht zuvor ausgenommen. Um den Wassergehalt zu verringern, findet teilweise ein Vorsalzen statt.

## Heißräuchern
Die Fische werden in frisch entwickeltem Rauch und einer Wärmeeinwirkung von 70 bis 150 °C (über 60 °C Kerntemperatur) hergestellt. Typische Speisefische hierfür sind Forellen, Sprotten, Makrele, Störe und Heilbutt. Traditionell verwendet man dafür spezielle Räucheröfen (wie den  Altonaer Ofen) oder Räucherkammern.
Beispiele für Erzeugnisse sind:
- Bückling und Filets davon
- Kipper (Fisch)
- Räucherrollmops
- Räucheraal
- Schillerlocke
- Dornhai
- Stremellachs

## Kalträuchern
Die Fische werden in frisch entwickeltem Rauch bei einer Wärmeeinwirkung von 25 bis 30 °C hergestellt. In allgemeinen Herstellungsangaben wird als Temperaturbereich bis zu 45 °C angegeben, der Temperaturpunkt, bei dem das Strukturprotein Kollagen im Fisch denaturiert. Die Räucherdauer beträgt ein bis drei Tage. Zur Erzielung einer gleichmäßigen Färbung darf Zuckerkulör verwendet werden, muss jedoch gekennzeichnet sein. Durch den kalten Rauch bleibt das Fleisch des Fisches viel fester, wie z. B. der Vergleich zwischen Bückling (heißgeräuchert), welcher eher weich ist, und Lachshering (kaltgeräuchert), der doch sehr viel fester ist, zeigt. Es ist jedoch beides der gleiche Fisch. Ein Fischerzeugnis ist der Räucherlachs.